# الدوري الإسباني الدرجة الرابعة
الدوري الإسباني الدرجة الرابعة (بالإسبانية: Segunda Federación)‏ هي المستوى الرابع في نظام دوري كرة القدم في إسبانيا. أعلى ثلاث درجات هي الدرجة الأولى، أو "الليغا"، الدرجة الثانية، والدوري الإسباني الدرجة الثالثة.